# Dexter Manley
Dexter Keith Manley (* 2. Februar 1959 in Houston, Texas) ist ein ehemaliger American-Football- und Canadian-Football-Spieler. Er spielte 14 Saisons auf der Position des Defensive Ends in der National Football League (NFL) und Canadian Football League (CFL). Aufgrund seines Erfolgs auf seiner Position bekam er den Spitznamen Secretary of the Defense.

## NFL

### Washington Redskins
Manley wurde im NFL Draft 1981 in der fünften Runde von den Washington Redskins ausgewählt. 1986 konnte Manley 18,5 Sacks erzielen, wofür er von der National Football League Player Association zum NFC Defensive Lineman of the Year ernannt wurde und in den Pro Bowl 1986 berufen wurde. Im November 1989 wurde Manley von der NFL wegen Drogenmissbrauchs für den Rest der Saison gesperrt. Dies war auch seine letzte Saison bei den Redskins. Er konnte zwischen 1982 und 1989 für die Redskins 91 Sacks erzielen, was bis heute ein Franchiserekord ist. Er gewann mit ihnen zwei Mal den Super Bowl.

### Phoenix Cardinals
Für die Saison 1990 verpflichteten die Phoenix Cardinals Manley, für die er vier Spiele bestritt.

### Tampa Bay Buccaneers
1991 verpflichteten die Tampa Bay Buccaneers Manley. Am 12. Dezember 1991 gab er nach einem weiteren Rückfall seinen Rücktritt bekannt. Er wurde von der NFL auf Lebenszeit gesperrt.

## CFL

### Ottawa Rough Riders
Im Juni 1992 verpflichteten die Ottawa Rough Riders, die in der CFL spielten, Manley. Dort spielte er zwei Saisons,  in denen er je drei Spielauftritte hatte.

### Shreveport Pirates
Nach der Gründung der Shreveport Pirates im Jahr 1994, beschloss Manley dort seine Karriere zu beenden.

## Drogenprobleme
Manley begann nach eigenen Angaben im Jahr 1981 mit dem Konsum von Kokain. Er wurde nach positiven Drogentests von der NFL in den Saisons 1987, 1988 und 1989 gesperrt. Er hatte in 24 Jahren des Drogenmissbrauchs 38 Aufenthalte in Rehabilitierungszentren. Er wurde mehrfach wegen Drogenbesitzes verhaftet. Zusätzlich hatte er Alkoholprobleme.

## Kontroversen
Im Oktober 2013 beleidigte Manley in einem Interview mit dem Washingtoner Radiosender WTOP den ehemaligen Quarterback der Dallas Cowboys, Troy Aikman, auf eine homophobe Art, wofür er sich später entschuldigte. Im Januar 2016 wurde Manley für einen rassistischen Witz in der CBS Show Game On kritisiert, in dem er behauptete, schwarze Quarterbacks würden nur deshalb gerne rennen, weil sie es gewöhnt seien vor dem Gesetz zu fliehen.

## Dokumentationen
- 2015: A Football Life: Dexter Manley

## Anmerkung
1. 1 2  Gemäß offizieller Website. NFL.com gibt den 7. Februar 1959 an, pro-football-references.com den 2. Februar 1958. Laut der Sports Illustrated steht in seiner Geburtsurkunde der 2. Februar 1958, in seinem Führerschein 2. Februar 1959.
2. ↑  Im Jahr 1982 wurde die Anzahl der Sacks erstmals offiziell statistisch erfasst, für seine Rookiesaison 1981 wird jedoch informell 6 angegeben.